# Georg Rudolf Böhmer
Georg Rudolf Böhmer (ur. 1 października 1723 roku w Legnicy (Liegnitz); zm. 4 kwietnia 1803 roku w Wittenberdze (Lutherstadt Wittenberg)) – niemiecki lekarz i botanik. Jego skrót nazwiska stosowany przy podawaniu autora nazwy naukowej w botanice i mykologii to „Boehm.“.

## Życiorys
Böhmer urodził się 1 października 1723 roku w Legnicy jako syn aptekarza. W 1743 roku przyjęty został na uniwersytet w Lipsku, gdzie poświęcił się studiowaniu botaniki (anatomii roślin) u profesora Ludwiga. 10 września 1746 został bakałarzem medycyny, a 20 marca 1750 roku licencjatem medycyny.
2 sierpnia 1752 po śmierci profesora Abrahama Vatera, został powołany na stanowisko profesora uniwersytetu w Wittenberdze. 
Pisał o florze okolic Lipska, tkankach roślin, budowie nasion. Napisał pracę o świecie roślin pt. „Bibliotheca scriptorum historia naturalis“. Dzieło to ukazało się w 5 tomach latach od 1785 do 1789 roku. Kolejne naukowe rozprawy jak artykuły w gazetach i dysertacje na temat anatomii, psychologii jak również na temat botaniki farmaceutycznej powiększyły jego zbiór publikacji do około 130 pozycji.
Jako profesor w Wittenberdze zarządzał katedrą botaniki i anatomii a od 1782 roku również terapii. W 1753 roku został mu powierzony urząd lekarza miejskiego Wittenbergi, w 1766 okręgowego, a od 1791 lekarza miejskiego Kembergu. Przeszło 40 lat poświęcał się kształceniu lekarzy akuszerów. 
Zmarł 4 kwietnia 1803 w Wittenberdze. 

## Uhonorowanie
Na jego cześć nazwano jeden z rodzajów rodziny pokrzywowatych mianem Boehmeria, który zresztą opisał wcześniej jako pierwszy. 

## Jego dzieła
- Lexicon rei herbariae
- Technische Geschichte der Pflanzen
- Bibliotheca scriptorum historiae naturalis, 5 Bände 1785–1789
- Systematisch-literarische Handbuch der Naturgeschichte, Ökonomie und anderer damit verwandter Wissenschaften und Künste
- De consensu uteri cum mammis caussa lactis dubia. Langenheim, Lipsiae 1750 (Digitalisat)